# さかえの主イエスの
さかえの主イエスの(さかえのしゅいえすの、  When I Survey the Wondrous Crossは、イギリスの四大賛美歌のうちの一つである。アイザック・ウォッツ作詞。
1707年の「賛美歌と霊的歌」(Hymns and Spiritual Songs)に「キリストの十字架によってこの世に対して磔刑になること」と題して発表された。それ以来、あらゆる歌集に採用されて、各国語に訳されて、全世界に普及した。
マシュー・アーノルドはこの歌を「英語で書かれた最も美しい讃美歌」と言った。
ジョン・グレッサム・メイチェンは、キリスト教と自由主義神学の違いを比較した『キリスト教とは何か-リベラリズムとの対決』の中で、この讃美歌についてこう述べている。「終に我々はここに真のキリスト者心情の音調を聞くのである。-「栄光の君の十字架」もし我々がカルバリーの丘に苦しみし人が、ただの人ではなく、栄光の主であることを知るに至るならば、その時こそ我々は尊きイエスの血の一滴が、我々の救いとして社会の希望にとっては、史上の諸戦場にて流されしあらゆる血の河にも勝りて価高きものであることを心から告白するのであろう。」。

## 歌詞
When I survey the wondrous cross

On which the Prince of Glory died,

My richest gain I count but loss,

And pour contempt on all my pride.

Forbid it, Lord, that I should boast,

Save in the death of Christ my God,

All the vain things that charm me most,

I sacrifice them to His blood.

See from His head, His hands, His feet,

Sorrow and love flow mingled down,

Did e'er such love and sorrow meet,

Or thorns compose so rich a crown?

His dying crimson, like a robe,

Spreads o'er His body on the tree;

Then I am dead to all the globe,

And all the globe is dead to me.

Were the whole realm of nature mine,

That were an offering far too small;

Love so amazing, so divine,

Demands my soul, my life, my all.

## 翻訳
おどろくべき十字架を見る時、

その栄光の君の死を。

私の利益は、損失となり、

私自身の誇りを軽蔑します。

禁じてください、主よ、誇ることを、

私の神である救い主キリストの死のほかには。

魅力があるすべてを空しいものとして、

主のいけにえの血に捧げます。

主の頭、主の手、主の足から、

悲しみと愛がまざって流れ落ちる、

悲しみと愛の出会い、

いばらで作られた貴い冠。

死に渡される主の深紅の血を、ローブの様に、

十字架の木の上にかけられた 主が体にまとわれる。

私はすべて世の事柄に対して死に、

すべて世の事柄は私に対して死んでいます。

世界のすべてが私のものであったとして、

それをささげても小さなものにすぎず、

驚くべき愛、聖なる愛は、

私の魂、私の生命・生涯、私のすべてを求めます。
＜別訳（意訳）＞
神の御子が死に渡された、その栄光である十字架に至るとき、
私にとって最も富財であったものはもはやそうでなくなり、
それらが己の誇りのための何と貧祖な試みであったかがわかる。
己を誇るすべて（それら貧祖な試み）から、解放してください、主よ。
わが主キリストの十字架の死によって私を活かし、
その流された血ゆえに、それまで私を魅してやまなかったすべての事柄を、
主よ、あなたへの捧げ物としてお返しいたします。
見よ、御子の頭を、手足を。
心の痛みと愛とが混ざり合って溢れ流れ落ちている。
これまでに、これほどにまでの心の痛みと愛というものが出会ったことがあっただろうか！？
あるいは、こう言ってもいいだろう。茨のとげというものが、王冠をこれほどまでに豊かに彩ったことがあったであろうか。
死に渡されたその御体の深紅の血潮が
ローブで包みこむようにその御体と十字架を覆いつくしている。
その御姿を想うとき、私は世に死すことで世に勝ち、
世というものはもはや私の中で死して勝ち得なくなる。
たとえこの世の全てが私のものであったとしても、
もはや、御子の十字架の前に至った私には無きに等しい。
その真のすばらしい愛に、その真の聖さ（きよさ）ゆえに、
私の魂を、私の人生を、そして私のすべてを
お引き受けください。

## 所収
- 讃美歌 (1954年版),142番(由木康訳詩)
- 讃美歌21 ,297番
- 聖歌,158番（中田羽後訳詩）
- 聖歌 (総合版),113番（中田羽後訳詩）
- 日本聖公会聖歌集, 370番
- 日本福音連盟聖歌,158番